# Lee Harvey Oswald
Lee Harvey Oswald (ur. 18 października 1939 w Nowym Orleanie, zm. 24 listopada 1963 w Dallas) – amerykański żołnierz i kryminalista, znany jako domniemany zabójca prezydenta Stanów Zjednoczonych Johna F. Kennedy’ego w zamachu 22 listopada 1963, według wniosków dwóch amerykańskich komisji rządowych ds. tego zabójstwa.

## Życiorys

### Dzieciństwo
Urodził się w Nowym Orleanie. Jego ojciec, weteran I wojny światowej, zmarł przed jego urodzeniem. Matka początkowo sama wychowywała trzech synów: Lee Harveya, starszego Roberta i syna z pierwszego małżeństwa Johna Edwarda Pica. Następnie Lee kilka lat przebywał w sierocińcu, ponieważ matka nie była w stanie się nim opiekować. Rodzina często się przeprowadzała. Zanim Lee skończył 18 lat, przeprowadzał się aż 22 razy. Mieszkał najczęściej w okolicach Nowego Orleanu i Dallas, ale mieszkał też krótko w Nowym Jorku.
Był trudnym dzieckiem. Gdy przebywał u swego przyrodniego brata, ten go wyrzucił z domu po tym, jak Lee groził nożem jego żonie. Po podejrzeniach o wagary sąd nakazał mu poddać się obserwacji psychiatrycznej. Tam stwierdzono zaburzenia osobowości, agresywne tendencje i zalecono leczenie psychiatryczne.
Z racji częstych przeprowadzek Oswald uczęszczał do 12 szkół. Edukację zakończył w wieku 16 lat. Wtedy zainteresował się marksizmem. Napisał do Socjalistycznej Partii Ameryki chcąc uzyskać informacje o ich młodzieżówce.

### Służba wojskowa

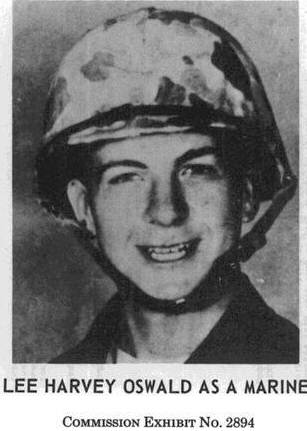
Oswald w czasach Marines

Mimo lewicowych poglądów, został przyjęty do US Marines w 1956. Został przeszkolony jako operator radaru i wysłany najpierw do bazy w Irvine w stanie Kalifornia, a potem na lotnisko Atsugi w Japonii. Lotnisko w Japonii było bazą samolotów U-2, ale brak dowodów na to, że Oswald brał jakikolwiek udział w planowaniu lotów. Ostracyzm sprawił, że stawał się coraz bardziej zagorzałym marksistą.
W czasie służby dwa razy był sądzony przez sąd wojskowy. Za pierwszym razem ukarano go za to, że użył broni, do której nie miał dostępu. Za drugim razem wszczął bójkę z sierżantem podejrzewając go o to, że to on stał za jego ukaraniem. Pod koniec służby wykonywał prace pomocnicze.

### Pobyt w ZSRR

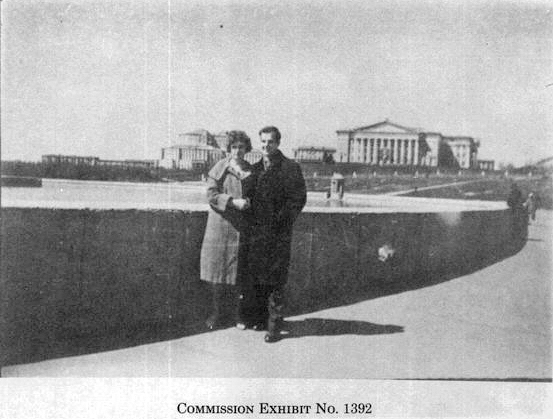
Oswald podczas pobytu w Mińsku

W 1959 wyjechał do Związku Radzieckiego. Wyjazd był wcześniej zaplanowany, ponieważ Oswald uczył się rosyjskiego i wziął 1500 dolarów, uprzednio zwalniając się z wojska.
Gdy przyjechał do ZSRR, oświadczył m.in., że nie myśli o powrocie do USA, a rząd radziecki uważa za swój. Demonstracyjnie oddał swój paszport w ambasadzie USA. Rosjanie początkowo byli zadowoleni z jego przyjazdu. Szybko zauważyli jednak, że Oswald nie ma im nic do zaoferowania. Mimo sprzeciwu KGB, pozwolono mu zostać w ZSRR. Chciał zostać w Moskwie, ale został wysłany do Mińska. Tam został zatrudniony w fabryce Gorizont produkującej artykuły elektroniczne. Przez cały czas pobytu Oswald był pod stałą obserwacją KGB.
Amerykański pisarz Norman Mailer, który w 1995 r. wydał książkę „Opowieść Oswalda” (ang. Oswald’s Tale: An American Mystery; w Polsce wydana w 2001 r.), w pierwszej połowie lat dziewięćdziesiątych przyjechał do Mińska i z pomocą Stanisława Szuszkiewicza dotarł do oficerów KGB, którzy śledzili Oswalda. Jak wynika z ich relacji, oprócz obserwacji Amerykanina, KGB przy założeniu jego dobrych intencji, miało ułatwić mu start w nowym życiu. Ponadto nadano mu kryptonim „Lichoj”. Mimo że miał prawie idylliczne warunki życia (duże, umeblowane mieszkanie i pensja od Rosyjskiego Towarzystwa Czerwonego Krzyża), pobyt w ZSRR zaczął mu coraz bardziej doskwierać. W swoim dzienniku skarżył się na brak atrakcji i możliwości wydawania pieniędzy. Jedyną jego rozrywką było podrywanie dziewcząt.
Na początku 1961 roku poznał Marinę Prusakową, dziewiętnastoletnią studentkę z Leningradu, mieszkającą wówczas z wujkiem i ciotką. Późniejsze raporty opisywały jej wujka jako pułkownika KGB, choć tak naprawdę był niezbyt wysoko postawionym urzędnikiem w Ministerstwie Spraw Wewnętrznych, zajmującym się przemysłem drzewnym. W kwietniu 1961 wzięli ślub, a w lutym 1962 urodziła się ich córka. Jak wynika z książki Mailera, KGB było zaskoczone i niezadowolone z takiego obrotu sprawy.

### Powrót do USA
Po czterech miesiącach starań Prusakowej o wyjazd i rozmowach z ambasadą USA w Moskwie, 1 czerwca 1962 r. Oswald razem z rodziną opuścił ZSRR. Do USA przybyli 13 czerwca. Razem z Mariną i dwiema córkami zamieszkał w Dallas w Teksasie, gdzie również mieszkali jego brat i matka. Oswald zamierzał napisać pamiętnik dokumentujący życie w Związku Radzieckim, a także działał w Komitecie „Fair Play” wobec Kuby. Część ulotek FPCC Oswalda miało nadruki z adresem „544 Camp Street”. Był to ten sam budynek, w którym swoje biuro miał Guy Banister, eksagent FBI zaangażowany w działalność kontrwywiadowczą. Wskazuje to na infiltrację organizacji przez służby rządowe lub bezpośrednią współpracę Oswalda z FBI. 10 kwietnia 1963, Oswald przeprowadził nieudany zamach na życie prawicowego generała, Edwina Walkera.

### Wyjazd do Meksyku
We wrześniu 1963 r. Oswald pojechał do Nowego Orleanu w celu odebrania zasiłku dla bezrobotnego w wysokości 33 dolarów. Następnie kupił bilet na autobus, ale zamiast do Dallas pojechał do Laredo, miasta przy granicy z Meksykiem, po czym kontynuował podróż do Meksyku. Jego celem był wyjazd na Kubę, czego nie ukrywał przed współpasażerami. Gdy dojechał do meksykańskiej stolicy, udał się do ambasady kubańskiej, gdzie wypełnił aplikację wizową twierdząc, że chce odwiedzić Kubę przed powrotem do ZSRR. Kubańczycy przed wydaniem wizy zażądali zatwierdzenia planów jego podróży przez ambasadę Związku Radzieckiego. Ambasada ZSRR w Meksyku nie była jednak chętna do pomocy. Oswald otrzymał wizę kubańską dopiero w połowie października. Przez cały czas był pod obserwacją agentów CIA.
Zanim jednak otrzymał wizę, z początkiem października wrócił do USA. Jego przyjaciółka, Ruth Paine, znalazła mu pracę w Teksańskiej Składnicy Podręczników w Dallas. Wynajmował tam mieszkanie, a weekendy spędzał z żoną w Irving w domu należącym do Paine. W tym samym czasie był obserwowany przez FBI, a agenci federalni dwukrotnie odwiedzili Paine w jej domu licząc na uzyskanie informacji o żonie Oswalda podejrzewanej o bycie sowieckim szpiegiem.

### Zamach na Johna F. Kennedy’ego
Jeden z kolegów Oswalda w pracy zeznał, że widział Oswalda przebywającego na piątym piętrze składnicy podręczników na 35 minut przed zamachem.
Według Raportu Komisji Warrena, Oswald po dokonaniu zamachu ukrył broń za pudłami i zszedł na dół. Na drugim piętrze budynku trafił na policjanta z bronią w ręku, który poszukiwał sprawcy. Przepuścił go po tym, jak szef Oswalda potwierdził jego tożsamość. Następnie Oswald wyszedł wcześniej z pracy i udał się do domu, gdzie zostawił kurtkę, po czym wyszedł ponownie. Po przejściu kilkuset metrów został zagadnięty przez policjanta J.D. Tippita. Oswald wyciągnął pistolet i zastrzelił funkcjonariusza na oczach świadków, a następnie zbiegł z miejsca zdarzenia. Ukrył się w kinie Texas, zauważył to jednak kierownik pobliskiego sklepu z obuwiem, Johnny Brewer, który zawiadomił bileterkę. Ta zadzwoniła na policję. Brewer zidentyfikował Oswalda i policjanci, po krótkiej szamotaninie (Oswald próbował strzelać, ale pistolet nie wypalił) odwieźli go na posterunek.
Początkowo policja przesłuchała go jako podejrzanego w sprawie zabójstwa Tippita. Dopiero po kilkunastu godzinach został przesłuchany na okoliczność zabójstwa Johna F. Kennedy’ego. Oswald nie przyznał się do zarzucanego mu czynu.

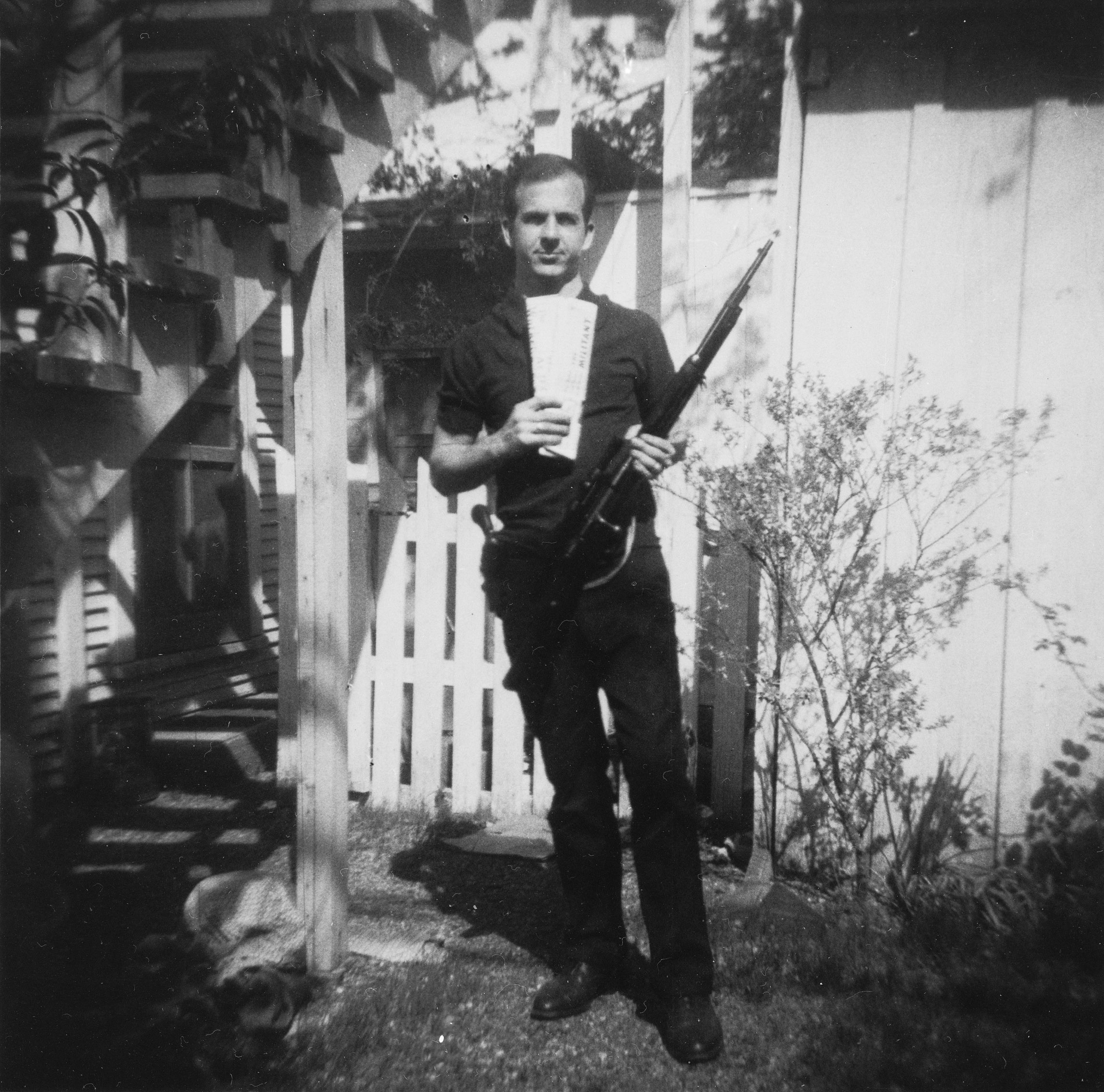
Oswald z karabinem, zdjęcie z 31 marca 1963 roku
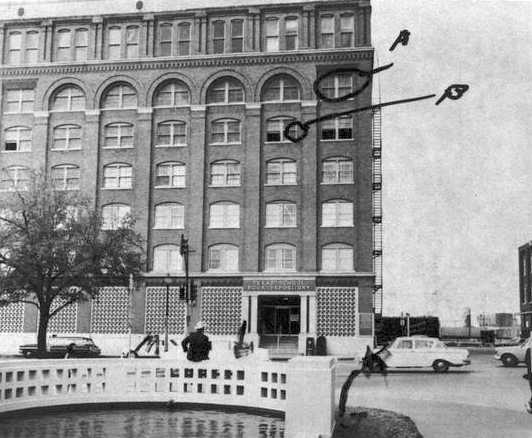
Litera A wskazuje okno na 6 piętrze TSBD, z którego miał strzelać Oswald
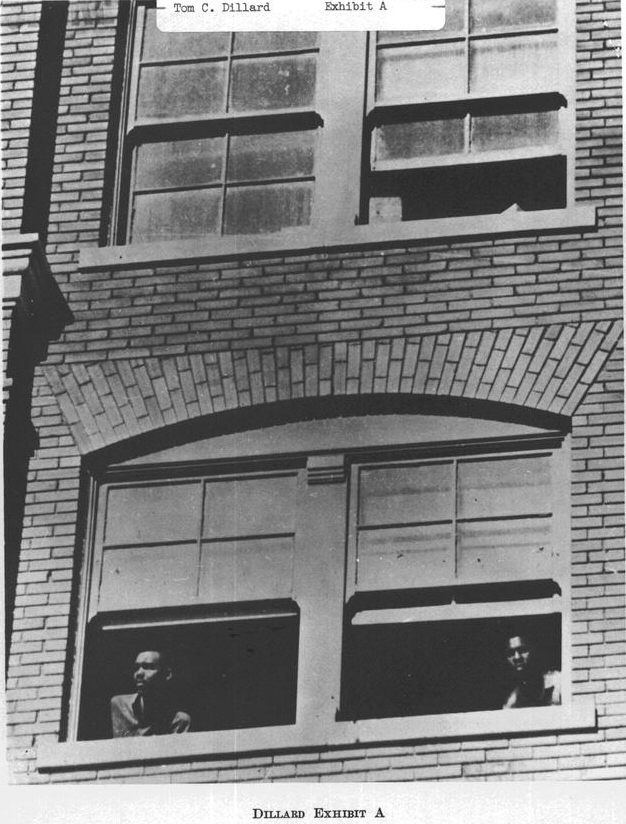
Fragment zdjęcia Toma Dillarda przedstawiający 6 i 5 piętro TSBD w ciągu kilku minut od zamachu
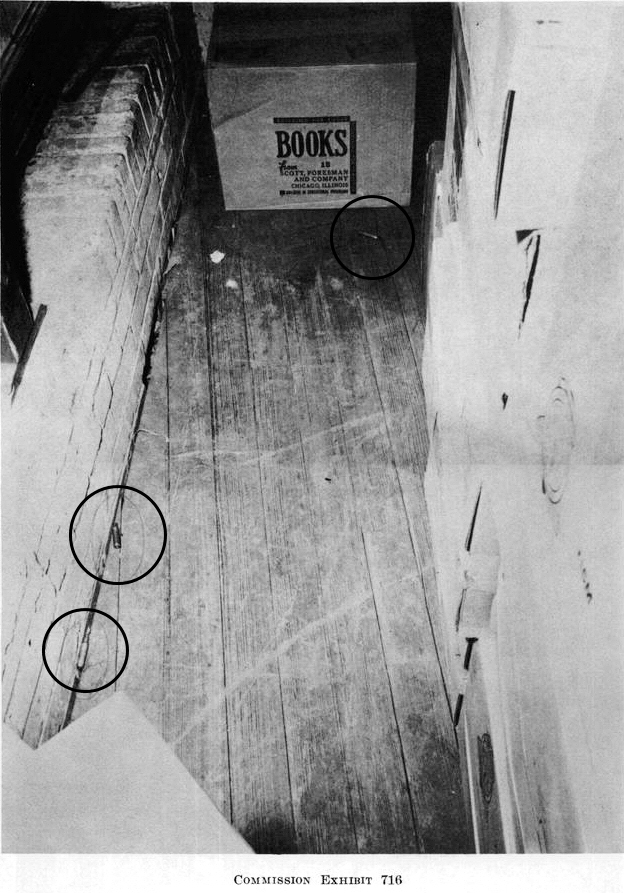
Zdjęcje łusek po nabojach znalezionych na 6 piętrze TSBD (zdjęcie z raportu Komisji Warrena)
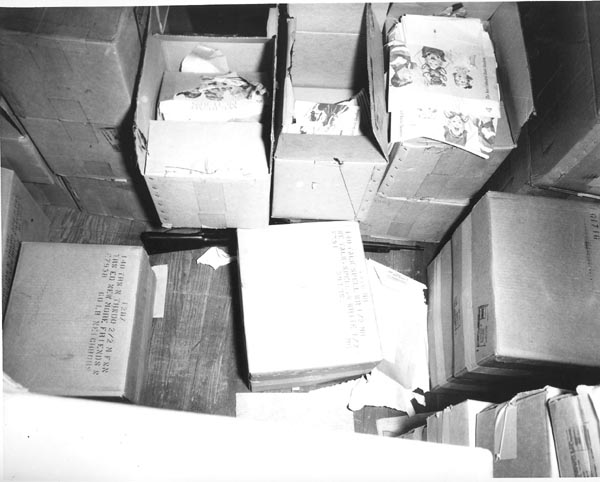
Karabin znaleziony na 6 piętrze TSBD (zdjęcie z raportu Komisji Warrena)
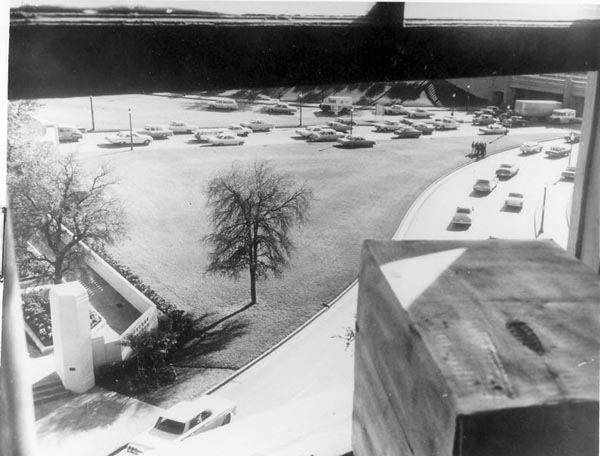
Widok na Elm Street z 6 piętra TSBD
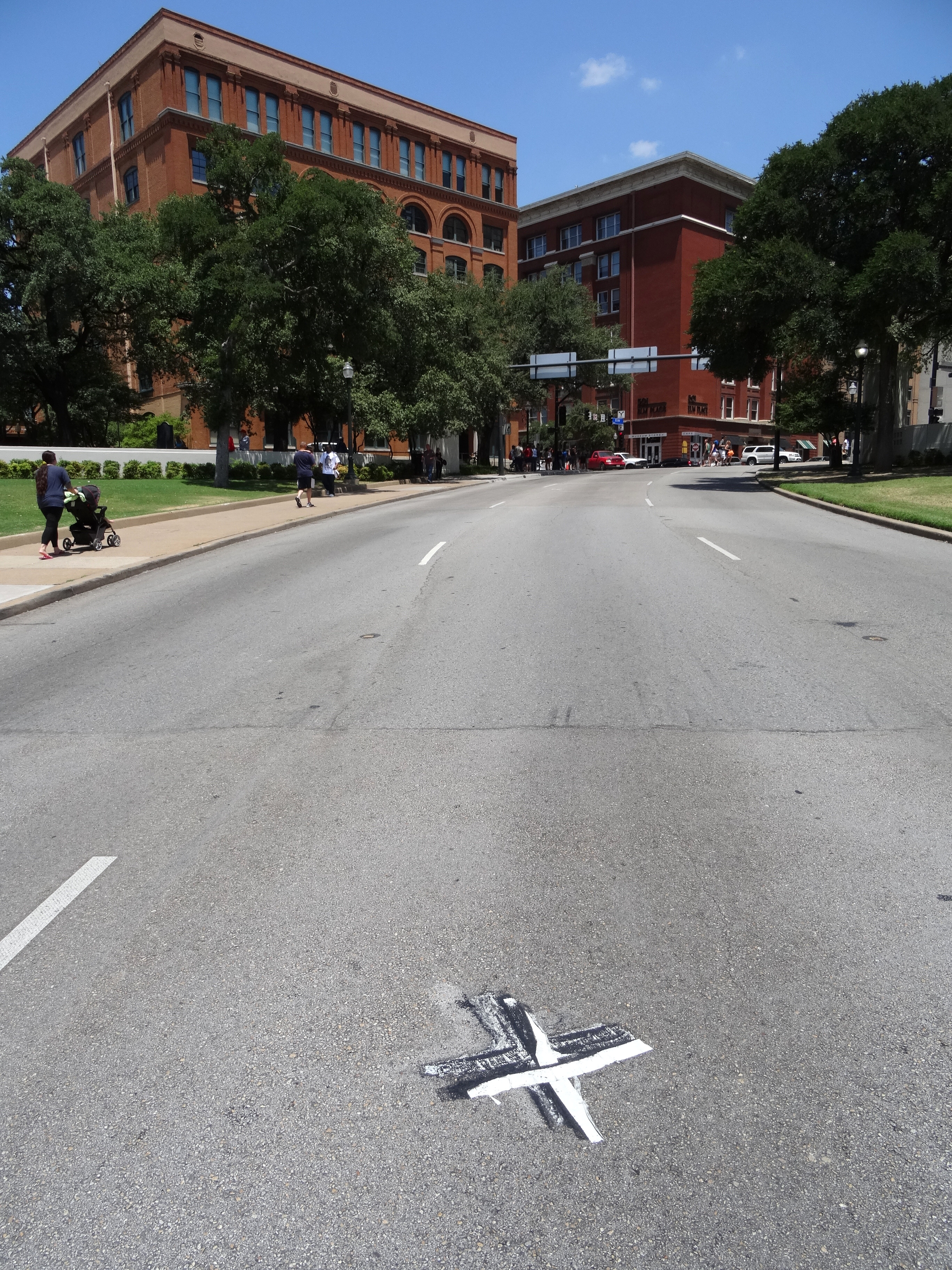
„X” oznacza miejsce, w którym śmiertelna kula trafiła Kennedy'ego na Elm Street. W tle TSBD
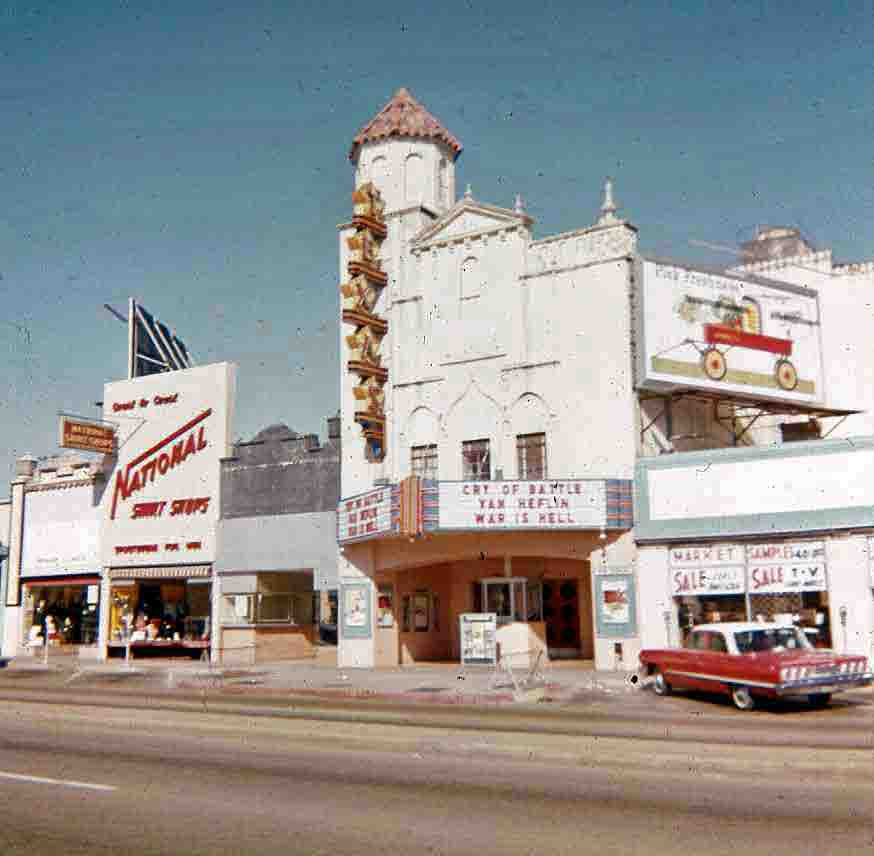
Kino Texas gdzie zatrzymano Oswalda

### Śmierć i jej okoliczności

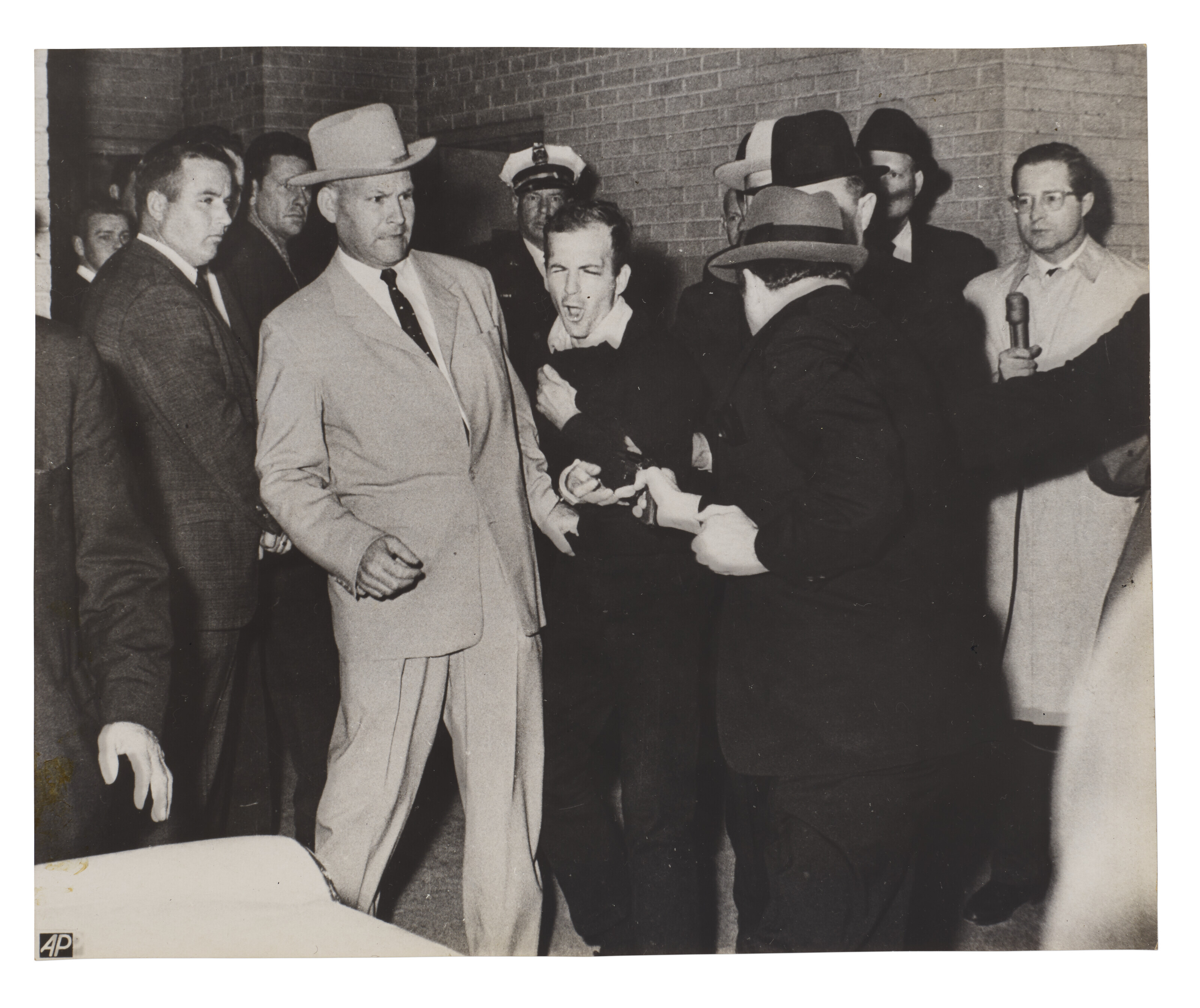
Jack Ruby strzela do Lee Harveya Oswalda

Dwa dni po aresztowaniu, 24 listopada 1963 Oswald został postrzelony przez Jacka Ruby’ego, gangstera i właściciela klubu nocnego z Dallas. Nieprzytomnego Oswalda przewieziono do szpitala, gdzie zmarł.

## Kontrowersje co do udziału Oswalda w zamachu
Kwestia udziału Oswalda w zamachu na prezydenta Kennedy’ego wciąż jest przedmiotem licznych kontrowersji. Krytycy oficjalnie przyjętej wersji wydarzeń najczęściej nie kwestionują, iż brał on udział w spisku, jednakże uważają, że został on wykorzystany jako kozioł ofiarny w celu odwrócenia uwagi od zleceniodawców i wykonawców zabójstwa. Jako osoba o komunistycznych przekonaniach doskonale bowiem pasował do wizerunku samotnego zamachowca-fanatyka. Należy jednak podkreślić, iż Oswald zastrzelił policjanta, który próbował go aresztować w dniu zamachu, wcześniej natomiast miał próbować zabić jednego ze skrajnie prawicowych teksańskich polityków, generała Edwina Walkera (zamach taki istotnie miał miejsce w kwietniu 1963 r.).
Oswald rzeczywiście był przeciętnym strzelcem (miał słabe wyniki na strzelnicy podczas służby w US Marines, stąd krytycy hipotezy o samotnym zamachowcu wskazują, iż wątpliwe jest, aby zdołał on trafić trzykrotnie prezydenta z dość trudnej pozycji z 6. piętra budynku). Podnoszą oni także, iż mało prawdopodobne jest, aby był on w stanie oddać trzy strzały w krótkim czasie, który Komisja Warrena oszacowała na zaledwie 5–6 sekund. Ponadto jego karabin Mannlicher Carcano Model 91/38 miał zamontowany celownik optyczny w nieprawidłowy sposób. Jako argument przeciwko winie Oswalda wskazuje się także okoliczność, iż kilka sekund przed faktycznym oddaniem strzałów samochód prezydenta wykonywał skręt naprzeciwko okna, w którym Oswald miał się znajdować. Skręt wiązał się oczywiście z koniecznością zmniejszenia prędkości, co ułatwiało oddanie strzałów. Tymczasem strzały padły, dopiero gdy samochód, przyspieszając, zaczął się oddalać od składnicy książek, przez co celowanie dla strzelca znajdującego się w tym budynku było już znacznie trudniejsze.
Źródłem licznych wątpliwości jest także zamordowanie Oswalda w dwa dni po zamachu przez Jacka Ruby’ego – człowieka powiązanego z mafią. Dyskusyjny jest także, biorąc pod uwagę to kim był Ruby, podawany przez niego motyw zabójstwa. Rzekomo chciał on bowiem oszczędzić wdowie po prezydencie bólu w czasie procesu. Nigdy też nie zostało w sposób przekonujący wyjaśnione w jaki sposób Ruby’emu udało się przedostać w pobliże Oswalda pilnowanego przez licznych policjantów.

## Ekshumacja

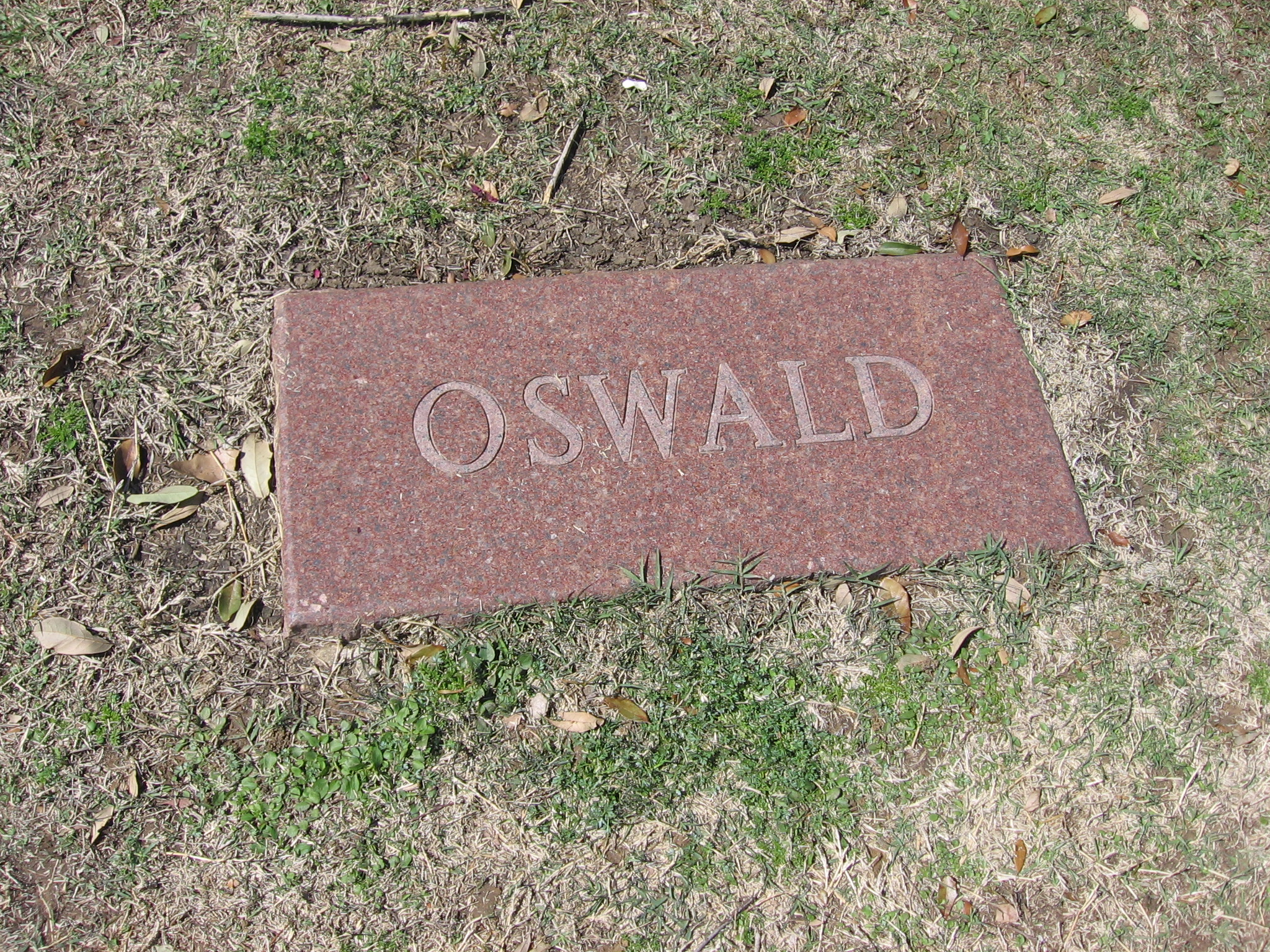
Grób Oswalda

W 1981 dokonano ekshumacji zwłok Oswalda na prośbę brytyjskiego badacza Michaela Eddowesa, za zgodą wdowy po zamachowcu. Eddowes w swojej książce Khrushchev killed Kennedy wydanej w 1975 wysunął tezę, że to nie Oswald, lecz jego sobowtór imieniem Alek był zamachowcem. Ów zamachowiec miał być agentem KGB i członkiem większej grupy. Eddowes na dowód swojej hipotezy przytacza również twierdzenie, że ów sobowtór nie ma blizny po operacji sprzed kilku lat przed śmiercią, a Oswald takową posiadał. Badania dokonane po ekshumacji nie potwierdziły żadnej z hipotez prezentowanych przez Eddowesa. Odnaleziono bowiem blizny po operacji, porównanie kartoteki dentystycznej również potwierdziło tożsamość Oswalda.